# Get Right
Get Right – główny singel promujący czwarty album Jennifer Lopez – Rebirth. Został wydany 14 lutego 2005 roku w Wielkiej Brytanii, a 15 marca 2005 roku w USA. Na Billboard Hot 100 znalazł się na 12. pozycji, a w Wielkiej Brytanii na 1. pozycji, stając się pierwszym singlem od czasu "Love Don't Cost a Thing", który zajął tam pierwsze miejsce.

## Informacje
Piosenka została napisana przez Richa Harrisona i wyprodukowana przez niego oraz Cory'ego Rooneya. Wykorzystano w niej elementy piosenki Jamesa Browna "Soul Power '74" z 1974 roku. 
Oryginalnie piosenka została napisana przez Ushera, jako "Ride", ale nie została wykorzystana w jego albumie "Confessions". Lopez wykupiła piosenkę i użyła tekstu w swojej piosence. 

## Teledysk
Teledysk został nakręcony przez Frances Lawrence. W teledysku występują: DJ (główny bohater), tancerka Go-Go, barman, kujonek, nieśmiała dziewczyna, gwiazda i inne osoby znajdujące się w klubie. Na końcu pokazuje się córka Marca Anthony'ego, Ariana, śpiewając jako DJ. Teledysk otrzymał cztery nominacje do 2005 MTV Video Music Awards.
Istnieje także teledysk do remiksu nagranego z Fabolousem. Zawiera on sceny z głównego teledysku, oraz sceny z niego pokazane w szarej kolorystyce.

## Lista utworów i formaty

### Edycje UK
CD 1
1. "Get Right" (Album Version)
2. "Get Right" (Remix featuring Fabolous)

CD 1 (extra tracks)
1. "Get Right" (Album Version)
2. "Get Right" (Remix feat. Fabolous)
3. "Love Don't Cost a Thing"
4. "If You Had My Love"
5. "Get Right" (Instrumental)

CD 2
1. "Get Right" (Album Version)
2. "Love Don't Cost a Thing" (RJ Schoolyard Mix featuring Fat Joe)
3. "If You Had My Love" (Darkchild Edit)
4. "Get Right" (Instrumental)
5. "Get Right" (Video)

### Edycje U.S.
12" single
Side A:
1. "Get Right" (Remix feat. Fabolous)
2. "Get Right" (Pop Mix feat. Fabolous)
3. "Get Right" (Louie Vega) (Radio Mix)

Side B:
1. "Get Right" (Louie Vega Club Mix)
2. "Get Right" (Louie Vega Roots Dub)
3. "Get Right" (Louie Vega Instrumental Mix)

7" single
- Side A:

1. "Get Right" (Pop Mix featuring Fabolous)

- Side B:

1. "Hold You Down" (featuring Fat Joe)

Promo single (niewydany)
1. "Get Right" (Full Intention Extended Vocal Mix)
2. "Get Right" (Full Intention Extended Vocal Dub)

## Oficjalne remiksy
- Album version feat. Fabolous
- Album version
- Hip Hop Mix feat. Fabolous
- Hip Hop Mix
- Pop Mix feat. Fabolous
- Pop Mix
- Full Intention Extended Vocal Mix
- Full Intention Extended Vocal Dub
- Louie Vega Club Mix
- Louie Vega Radio Mix
- Louie Vega Roots Dub
- Louie Vega Instrumental
- Terror Squad Remix featuring Remy Ma
- Reggaeton Remix
- Instrumental
- Acapella
- DJ Envy Remix featuring Usher & Fabolous

## Pozycje na listach przebojów
| Lista (2005)                           | Najwyższa pozycja |
| -------------------------------------- | ----------------- |
| Australian ARIA Singles Chart          | 3                 |
| Ö3 Austria Top 40                      | 11                |
| Belgian Ultratop 50 Singles (Flandria) | 3                 |
| Belgian Ultratop 40 Singles (Walonia)  | 2                 |
| Canadian Singles Chart                 | 3                 |
| Danish Singles Chart                   | 3                 |
| Dutch Top 40                           | 2                 |
| European Hot 100 Singles               | 1                 |
| Finnish Singles Chart                  | 4                 |
| SNEP - Francja                         | 2                 |
| German Singles Chart                   | 7                 |
| Hungarian (Mahasz) Singles Chart       | 3                 |
| Hungarian Mahasz Dance Chart           | 3                 |
| Irish Singles Chart                    | 1                 |

| Lista (2005)                         | Najwyższa pozycja |
| ------------------------------------ | ----------------- |
| Italian FIMI Singles Chart           | 1                 |
| Latvian Airplay Top 50               | 9                 |
| New Zealand RIANZ Singles Chart      | 2                 |
| Norwegian Singles Chart              | 7                 |
| Romanian Top 100                     | 3                 |
| Russian Airplay Chart                | 24                |
| Spanish Singles Chart                | 3                 |
| Swedish Singles Chart                | 11                |
| Swiss Singles Chart                  | 3                 |
| UK Singles Chart                     | 1                 |
| U.S. Billboard Hot 100               | 12                |
| U.S. Billboard Hot R&B/Hip-Hop Songs | 38                |
| U.S. Billboard Pop 100               | 12                |
| U.S. Billboard Hot Dance Club Play 1 | 1                 |

1 Louie Vega Club Mix.